# Референдум в Швейцарии по контролю за оружием (2011)
Референдум в Швейцарии по контролю за оружием прошёл 13 февраля 2011 года. Он был единственным референдумом, проведённым в 2011 году. Предложение было отклонено 56% голосов избирателей и большинством кантонов.

## Народная инициатива
Инициатива предполагала, что оружие больше не должно было бы храниться дома, а сдаваться на хранение в арсенал. Владение оружием должно было быть связано с квалификацией владельца и его необходимостью в оружии. Всё оружие должно было быть зарегистрировано. Левые партии, включая Социал-демократическую, Зелёную и Христианско-социальную партии, а также Зелёная либеральная партия, выступали за принятие предложения. Правые партии (Швейцарская народная партия, Свободная демократическая партия, Христианско-демократическая народная партия, Консервативная свободная партия) выступали против.

## Результаты
| Выбор                                | Общее голосование | Общее голосование | Кантоны | Кантоны | Кантоны |
| Выбор                                | Голосов           | %                 | Полных  | Полу-   | Всего   |
| ------------------------------------ | ----------------- | ----------------- | ------- | ------- | ------- |
| За                                   | 1 083 312         | 43,70             | 5       | 1       | 5,5     |
| Против                               | 1 395 812         | 56,30             | 15      | 5       | 17,5    |
| Недействительных/пустых бюллетеней   | 22 136            | –                 | –       | –       | –       |
| Всего                                | 2 501 260         | 100               | 20      | 6       | 23      |
| Зарегистрированных избирателей/ Явка | 5 091 652         | 49,12             | –       | –       | –       |
| Источник: Direct Democracy           |                   |                   |         |         |         |